# Ignat Bociort
Ignat Florian Bociort (13 octobre 1924 - 2 décembre 2015) est un espérantiste roumain. 

## Biographie
Ignat Bociort naît le 13 octobre 1924 à Cărand, en Roumanie.